# Rauni
Rauni (Akka) – w fińskiej mitologii była jednym z najważniejszych bóstw. Bogini płodności i urodzaju, żona Ukko.

## Imię
Rauni, żona Ukko, znana jest też pod imieniem Akka, rzadziej jako Maa-Emoinen, Maan-Eno, Ravdna, Roonikka, lub Mader-Akka.
Imię Rauni pochodzi od słowa "ronn" lub "raun", które jest nordycką wersją imienia Rowan. W mitologii Kornwalii Rowana ma niemal identyczne atrybuty, również jest boginią płodności i urodzaju.

## Święto
Święto Rauni obchodzono 15 lipca. Dzień ten w wielu kulturach i religiach świętowany jest jako święto urodzaju i zbiorów.

## Atrybuty
Głównym atrybutem Rauni była jarzębina.